# Medicine show
Een medicine show is de benaming, gegeven aan de optredens van een rondtrekkend gezelschap van handelslieden in het westen van het negentiende-eeuwse Amerika. Met paard en wagen reisde men langs vaak afgelegen dorpen om de dorpelingen allerlei middeltjes, levenselixirs, oliën, kruiden en tonica aan te prijzen.

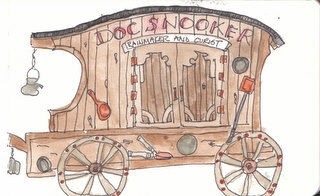
Aquarel van een wagen uit een medicine show

In die tijd was de bevolking op het platteland verstoken van toegang tot opgeleide huisartsen, waardoor ze voor hun medische hulp en geneesmiddelen grotendeels afhankelijk waren van dergelijke verkopers. De middeltjes waren onder meer van Europese en indiaanse herkomst. De verkopers voerden hierbij graag mensen op die getuigden baat te hebben gehad bij de middeltjes. Om publiek te trekken, gingen de verkopen gepaard met optredens van musici, dansers, komieken, acrobaten, goochelaars en andere artiesten.
Deze vorm van verkooptechniek met show bleef bestaan tot en met de eerste decennia van de twintigste eeuw. De teruggang werd veroorzaakt door de voortgaande ontwikkeling van de medische wetenschap en de toename van andere vormen van entertainment, totdat nagenoeg alle shows in het midden van de eeuw waren verdwenen en Ramblin' Tommy Scott uiteindelijk in de jaren negentig als laatste stopte.
De medicine shows boden een inkomen aan countrymusici en Afro-Amerikaanse artiesten uit andere muziekstijlen. De seculiere en bandeloze shows beïnvloedden op hun beurt het repertoire en muziekstijl van de artiesten. Countryartiesten die geregeld optraden tijdens medicine shows, waren onder meer Hank Williams, Clarence Tom Ashley, Gene Autry, Jimmie Rodgers, Roy Acuff, Doc Childre, Uncle Dave Macon, Doc Hopkins, Dr. Hook en Milton Brown. Artiesten uit andere genres waren bijvoorbeeld Little Pink Anderson (blues) en Walter Fuller (jazz).